# SS Jadwiga
SS Jadwiga – polski statek pasażerski żeglugi przybrzeżnej przed II wojną światową w służbie Żeglugi Polskiej, po wojnie (pod różnymi nazwami) w barwach Żeglugi Gdańskiej.

## Początki

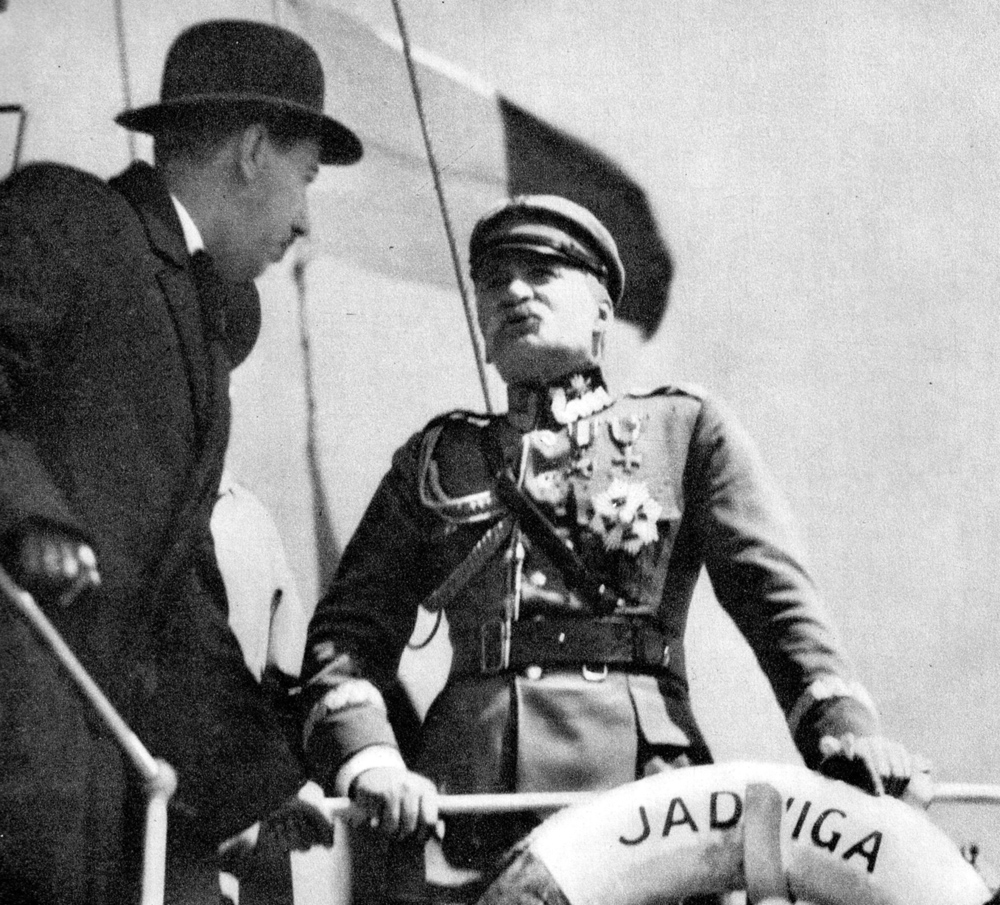
Marszałek Piłsudski i minister Kwiatkowski na pokładzie "Jadwigi"

Wraz z budową Gdyni i promowaniem w społeczeństwie atrakcyjności polskiego wybrzeża, rozwijać zaczęła się również turystyka morska. Początkowo były to rejsy wycieczkowe na łodziach rybackich lub holownikach, względnie na wynajmowanych w Gdańsku statkach pasażerskich, z których najpopularniejszym był bocznokołowiec „Paul Beneke”.
W roku 1927 Żegluga Polska zakupiła w gdańskiej stoczni dwa parowce „Gdańsk” i „Gdynię”, a w rok później dwa mniejsze, zbudowane w Wielkiej Brytanii „Jadwigę” i „Wandę” (nazwy od imion córek Józefa Piłsudskiego). Te cztery statki stanowiły, aż do września 1939 roku, trzon turystycznej „białej floty”. „Jadwiga” woziła pasażerów z Gdyni do Sopotu, Gdańska, Helu i Jastarni. 
W roku 1930, w dziesięciolecie Polski na morzu, przybył na Wybrzeże marszałek Piłsudski, który w towarzystwie ministra Kwiatkowskiego odbył krótki rejs na pokładzie „Jadwigi”.

## Pod niemiecką banderą
W 1939 roku została przejęta przez Niemców w Jastarni i przebudowana w Kilonii na holownik o nazwie „Polyp”. Był on eksploatowany w porcie w Gdańsku. W ostatnim roku wojny został (prawdopodobnie z niemieckimi uciekinierami) skierowany do Zatoki Kilońskiej, gdzie zastał go koniec działań.

## Po wojnie
W 1946 statek, rewindykowany przez Polskę, został zatrudniony, jako holownik o nazwie „Wilk”, w gdyńskim porcie, ale już w 1948 roku wrócił do „białej floty” jako „Anna”.
26 lipca 1949 roku „Anna”, po kolizji z tureckim statkiem „Odenis”, zatonęła na Zatoce Gdańskiej zabierając ze sobą na dno 11 osób. 15 listopada tegoż roku statek został podniesiony, następnie odremontowany i ponownie wdrożony do służby, tym razem jako „Halina”, później zaś jako „Zofia”.
W roku 1965 wycofany ze służby i oddany na złom w Elblągu.